# 참조 정합성
참조 정합성은 어떤 데이터들의 값이 서로 일치하는 상황이다. 정합성은 데이터가 서로 모순이 없이 일관되게 일치해야 한다는 의미이다. 외래 키 제약조건(foreign key constraint)이라고도 한다.
예를 들면 저작(저자, 책), 출판(책, 출판사)이라는 두 관계로 이루어지는 데이터 베이스에서 관계 ‘저작’의 속성 ‘책’은 외래 키로 되어 있다. 이 때 참조 일관성이 만족된다는 것은 관계 ‘저작’에 등록되어 있는 책은 모두 관계 ‘출판’에도 등록되어 있다는 제약이 부과됨을 뜻한다.

## 같이 보기
- 외래 키